# Anisodactylus pueli
Anisodactylus pueli es una especie de escarabajo de tierra del género Anisodactylus, categorizada en la tribu Harpalini, de la subfamilia Harpalinae.

## Distribución
Se distribuye por Italia, Eslovenia, Croacia, Bosnia y Herzegovina, Albania, Grecia, Bulgaria, Turquía y Rusia.

## Taxonomía
Fue descrita por Schauberger en 1933.
Tratamiento taxonómico
La especie aparece registrada y publicada en Zur Kenntnis der paläarktischen Harpalinen (13. Beitrag). -. Koleopterologische Rundschau, 19 (3-4): 123-133. (Wien). (1933).